# Prvenstvo Avstralije 1959
Prvenstvo Avstralije 1959 v tenisu.

## Moški posamično
Alex Olmedo :  Neale Fraser, 6–1, 6–2, 3–6, 6–3

## Ženske posamično
Mary Carter Reitano :  Renee Schuurman Haygarth, 6–2, 6–3

## Moške dvojice
Rod Laver /  Robert Mark :  Don Candy /  Bob Howe, 9–7, 6–4, 6–2

## Ženske dvojice
Renee Schuurman Haygarth /  Sandra Reynolds Price :  Lorraine Coghlan /  Mary Carter Reitano, 7–5, 6–4

## Mešane dvojice
Sandra Reynolds Price  /  Bob Mark :  Renee Schuurman Haygarth /  Rod Laver, 4–6, 13–11, 6–1